# Silene chilensis
Silene chilensis là loài thực vật có hoa thuộc họ Cẩm chướng. Loài này được (Naudin) Bocquet miêu tả khoa học đầu tiên năm 1967.